# Emil Turdeanu
Emil Turdeanu (n. 10 noiembrie 1911, Șibot, Alba – d. 14 ianuarie 2001, Fresnes, Franța) a fost un filolog și istoric literar român din exil, profesor la Catedra de limba română de la Sorbona.

## Biografie
A absolvit Facultatea de Litere a Universității din București, specializându-se apoi la Școala Română de la Fontenay-aux-Roses (1935-1937), la École des Langues Orientales Vivantes din Paris și la Belgrad. În anul 1943 și-a susținut teza de doctorat la Facultatea de Filosofie și Litere din București, o lucrare deschizătoare de drumuri la acea dată: Manuscrise slave din timpul lui Ștefan cel Mare. A primit diploma Școlii de Înalte Studii (École Pratique des Hautes Études, E.P.H.E.) din Paris, unde își susține, în 1947, cel de-al doilea doctorat cu teza La littérature bulgare du XIVe siècle et sa diffusion dans les pays roumains. A lucrat ca cercetător la Centrul Național de Cercetări Științifice (C.N.R.S.) din Paris (1948-1977). A predat limba și literatura română la Sorbona (1948-1972) și apoi limba română la Universitatea La Sapienza din Roma (1977-1983). A editat două reviste importante ale exilului românesc: „Revue des études roumaines” și „Ființa românească”. 
A fost căsătorit cu Letiția Cartojan, fiica profesorului Nicolae Cartojan.

## Lucrări publicate

### Volume
- Etudes de littérature roumaine et d'écrits slaves et grecs des principautés roumaines, Leiden, E.J. Brill, 1985.
- Modern Romania: The Achievement of National Unity, 1914-1920, Academia Româno-Americană de Științe și Arte, 1988.
- Studii și articole literare: scrieri din țară și din exil, postfață și note complementare de Mircea Anghelescu, București, Editura Minerva, 1995 (împreună cu Laetitia Cartojan-Turdeanu).
- Oameni și cărți de altădată, ediție de Ștefan S. Gorovei și Maria Magdalena Szekely, București, Editura Enciclopedică, 1997.

### Studii și articole (selectiv)
- Din vechile schimburi culturale dintre români și jugoslavi, în „Cercetări literare”, III, 1939, p. 141-218.
- Epitaful lui Alexandru cel Bun din 1428, în „Cercetări literare”, IV, 1940.
- Legăturile românești cu mănăstirile Hilandar și Sfântul Pavel de la Muntele Athos, în „Cercetări literare”, IV, 1940, p. 60-114.
- La broderie religieuse en Roumanie – Les épitaphioi moldaves aus XV-e et XVI-e siècles, în „Cercetări literare”, IV, 1940, p. 183-187.
- La broderie religieuse en Roumanie. Les étoles du XV-e et XVI-e siècles, în „Buletinul Institutului Român din Sofia”, I, nr. 1, p. 5-62 (republicat ca extras la Cartea Românească, București, 1941).
- Miniatura bulgară și începuturile miniaturii românești, în „Buletinul Institutului Român din Sofia”, I, 1941, p. 95-152.
- Manuscrise slave din timpul lui Ștefan cel Mare, București, 1943, IV p. + p. 101-240 + XIII pl. (extras din „Cercetări literare”, V, 1943, p. 101-240).
- Grégoire Camblak: faux arguments d’une biographie, în „Revue des études slaves”, XXII (1946), p. 46-81, recenzie la A.I. Jacimirskij, Grigorij Camblak, St. Petersburg, 1904.
- Opera patriarhului Eftimie al Tărnovei (1375-1393) în literatura slavo-română, „Cercetări literare”, VI, București, 1946, p. 5-19.
- Apocryphes bogomiles et apocryphes pseudo-bogomiles, I, în „Revue de l'histoire des religions”, 138, 1950, nr. 1, p. 22-52.
- Apocryphes bogomiles et apocryphes pseudo-bogomiles, II, în „Revue de l'histoire des religions”, 138, 1950, nr. 2, p. 176-218.
- Les lettres slave sen Moldavie: le moine Gabriel du monastère de Neamțu (1424-1448), în „Revue des études slaves”, XXVII, 1951 (Mélanges André Mazon), p. 267-278.
- Ștefan cel Mare 12 aprilie 1457 – 2 iulie 1504, Paris, 1954, republicat în Cuvinte despre Ștefan cel Mare. Gherasim Putneanul, Alexandru Dimitrie Xenopol, Dimitrie Onciul, Mircea Eliade, Emil Turdeanu, Faust Brădescu, vol. II, Suceava, Centrul de Cercetare și Documentare „Ștefan cel Mare” al Sfintei Mănăstiri Putna, 2007.
- Centres of Literary Activity in Moldavia, 1504-1552, în „The Slavonic and East European Review”, vol. 34, nr. 82 (dec. 1955), p. 99-122.
- L'activité littéraire en Moldavie à l'époque d'Étienne le Grand (1457-1504), în „Revue des Études Roumaines”, V-VI, 1960, p. 21-67.
- Un manuscris religios din timpul lui Mircea cel Bătrân, în „Ființa românească”, VII, Paris, 1968, p. 58-68.
- Cronograful românesc de la Sigmaringen (1679-1684), în Rumanian Studies. An International Annual of the Humanities and Social Sciences, vol. II (1971-1972), ediție de Keith Hitchins, Leiden, E.J. Brill, 1973, p. 149-177.
- Le mythe des anges déchus. Traditions littéraires de l’Europe Occidentale et Orientale, în „Rivista di Studi Bizantini e Slavi”, II, 1982, p. 73-117.
- Manuscrisele robite de cazaci (III), în „Magazin istoric”, XXV, nr. 318, sept. 1993.
- În amintirea lui N. Cartojan, în „Academica”, 5, 1995, nr. 4, p. 16.

## Afilieri
- Membru al Societății Studenților în Istoria Literaturii Române Vechi (fondată în 1930).
- Membru de onoare al Academiei Române (din 1994).

## Studii dedicate lui Emil Turdeanu
- Profesorul Emil Turdeanu – doctor honoris causa al Universității București, în „Romanoslavica”, 31, 1993, p. 137-143.
- Mircea Anghelescu, Oameni și cărți de altădată, în „Luceafărul”, nr. 46, 24 decembrie 1997, p. 17.
- Ștefan S. Gorovei, Profesorul Emil Turdeanu la 80 de ani, în „Anuarul Institutului de Istorie și Arheologie «A.D. Xenopol»”, Iași, 28, 1991, p. 341-344.
- Andrei Oișteanu, Din nou despre Emil Turdeanu, în „Jurnalul literar”, 1, 1990, 12 noiembrie, nr. 45-46, p. 3.
- Victor Spinei, Un patriarh al medievisticii românești: Emil Turdeanu, în „Analele științifice ale Universității «Al. I. Cuza»”, Iași, Istorie, 37-38, 1991-1992, p. 384-387; în „Cronica”, 26, nr. 31, 1-15 decembrie 1991, p. 7.
- Mihaela Constantinescu, În exil, meditând la destinul culturii românești prădate de ruși, în „Jurnalul literar”, 11, 2000, feb.-mart., nr. 3-6, p. 6.
- Nicolae Florescu, Cu Emil Turdeanu despre respectul adevărului, în „Jurnalul literar”, 11, 2000, feb-mart, nr. 3-6 , p. 1, 6.
- Violeta Barbu, In memoriam Emil Turdeanu, în „Studii și materiale de istorie medie”, XX, 2002, p. 11-14.
- Mircea Handoca, Emil Turdeanu către Mircea Eliade, în „Jurnalul literar”, 18, 2007, sept.-oct., nr. 17-20, p. 16.